# Every Beat of My Heart
Every Beat of My Heart é o décimo quarto álbum de estúdio do cantor Rod Stewart, lançado a 23 de Junho de 1986.

## Faixas
1. "Here To Eternity" (Rod Stewart, Kevin Savigar) – 6:01
2. "Another Heartache" (Bryan Adams, Jim Vallance, Stewart, Randy Wayne) – 4:29
3. "A Night Like This" (Stewart) – 4:20
4. "Who’s Gonna Take Me Home" (Stewart, Savigar, Jay Davis) – 4:40
5. "Red Hot In Black" (Stewart, Jim Cregan, Kevin Savigar) – 3:17
6. "Love Touch" (Mike Chapman, Gene Black, Holly Knight) – 4:03
7. "In My Own Crazy Way" (Stewart, Frankie Miller, Troy Seals, Eddie Setser) – 3:12
8. "Every Beat of My Heart" (Stewart, Kevin Savigar) – 5:19
9. "Ten Days of Rain" (Stewart, Savigar, Tony Brock) – 5:17
10. "In My Life" (John Lennon, Paul McCartney) – 2:02